# Irina Gerasimenok
Irina Gerasimenok, née le 6 octobre 1970 à Moscou, est une tireuse sportive russe. 

## Carrière
Irina Gerasimenok participe aux Jeux olympiques de 1996 à Atlanta où elle remporte la médaille d'argent en carabine 50 mètres trois positions.